# Danthoniopsis chimanimaniensis
Danthoniopsis chimanimaniensis är en gräsart som först beskrevs av James Bird Phipps, och fick sitt nu gällande namn av Clayton. Danthoniopsis chimanimaniensis ingår i släktet Danthoniopsis, och familjen gräs. Inga underarter finns listade i Catalogue of Life.